# Ourapteryx ebuleata
Ourapteryx ebuleata là một loài bướm đêm trong họ Geometridae.